# Ароза

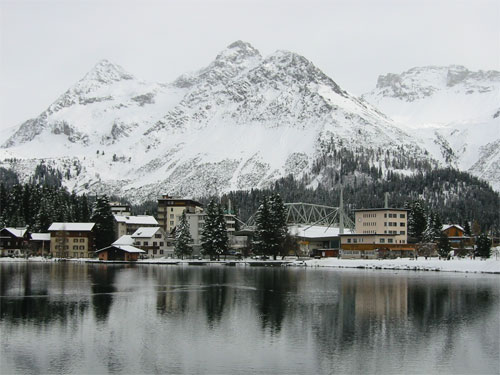

Ароза (нем. Arosa) — коммуна в Швейцарии, в кантоне Граубюнден.
Хотя Ароза не соответствует критериям города, определённым Федеральным статистическим управлением, исторически её признают городом, в том числе в статистических справочниках.
Входит в состав региона Плессур (до 2015 года входила в округ Плессур).
Официальный код — 3921.

## История
В Арозе проходил чемпионат мира по сноуборду 2007.
1 января 2013 года в состав коммуны Ароза вошли бывшие коммуны Лангвис, Кальфрайзен, Кастиль, Молинис, Пайст, Люэн и Санкт-Петер-Пагиг.
На 31 декабря 2006 года население составляло 2285 человек. На 31 декабря 2019 года — 3145 человек.

## Персоналии
- Генрих Лорер — хоккеист, бронзовый призер зимних Олимпийских игр в Санкт-Морице (1948).

## В астрономии
В честь Арозы назван астероид (1304) Ароза, открытый 28 мая 1928 года немецким астрономом Карлом Райнмутом в Гейдельбергской обсерватории.